# Paso Hua Hum
El Paso Hua Hum es un paso fronterizo entre Argentina y Chile. Se encuentra ubicado en el sur de la provincia del Neuquén, muy próximo a la ciudad de San Martín de los Andes.
Desde la República Argentina se accede al paso por la ruta provincial N.º 48, en donde se debe embarcar un transbordador y navegar el lago Pirehueico hasta la localidad chilena de Puerto Fuy en la comuna de Panguipulli de la Región de Los Ríos. 
El paso se encuentra a tan solo 685 metros de altitud, de modo que es uno los pasos fronterizos más bajos entre los dos países. Es transitable todo el año y su horario de uso es de 8.00 a 20.00.